# Línea Jōsō
La Línea Jōsō (常総線 Jōsō-sen?) es un tren local en la Prefectura de Ibaraki, administrada por Kantō Railway. 

## Características
La Línea Jōsō es una vía férrea de 51,1 km no electrificada.
La línea posee 25 estaciones, la estación 01 inicial Toride enlaza con la Línea Jōban, la estación 09 Moriya enlazada con Tsukuba Express y la estación 25 final Shimodate enlaza con las Línea Mito y Línea Mooka.

## Estaciones

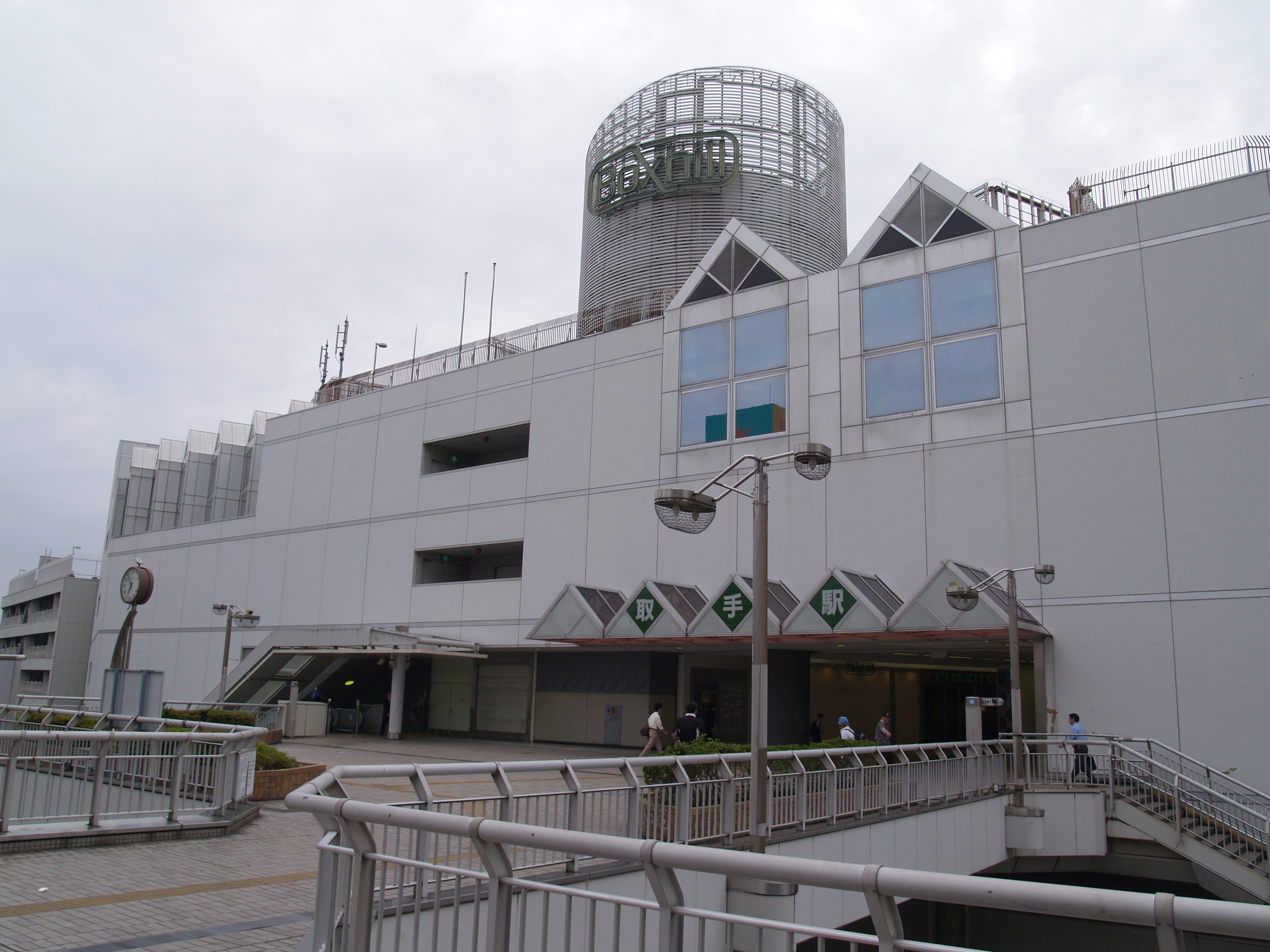
Estación Toride

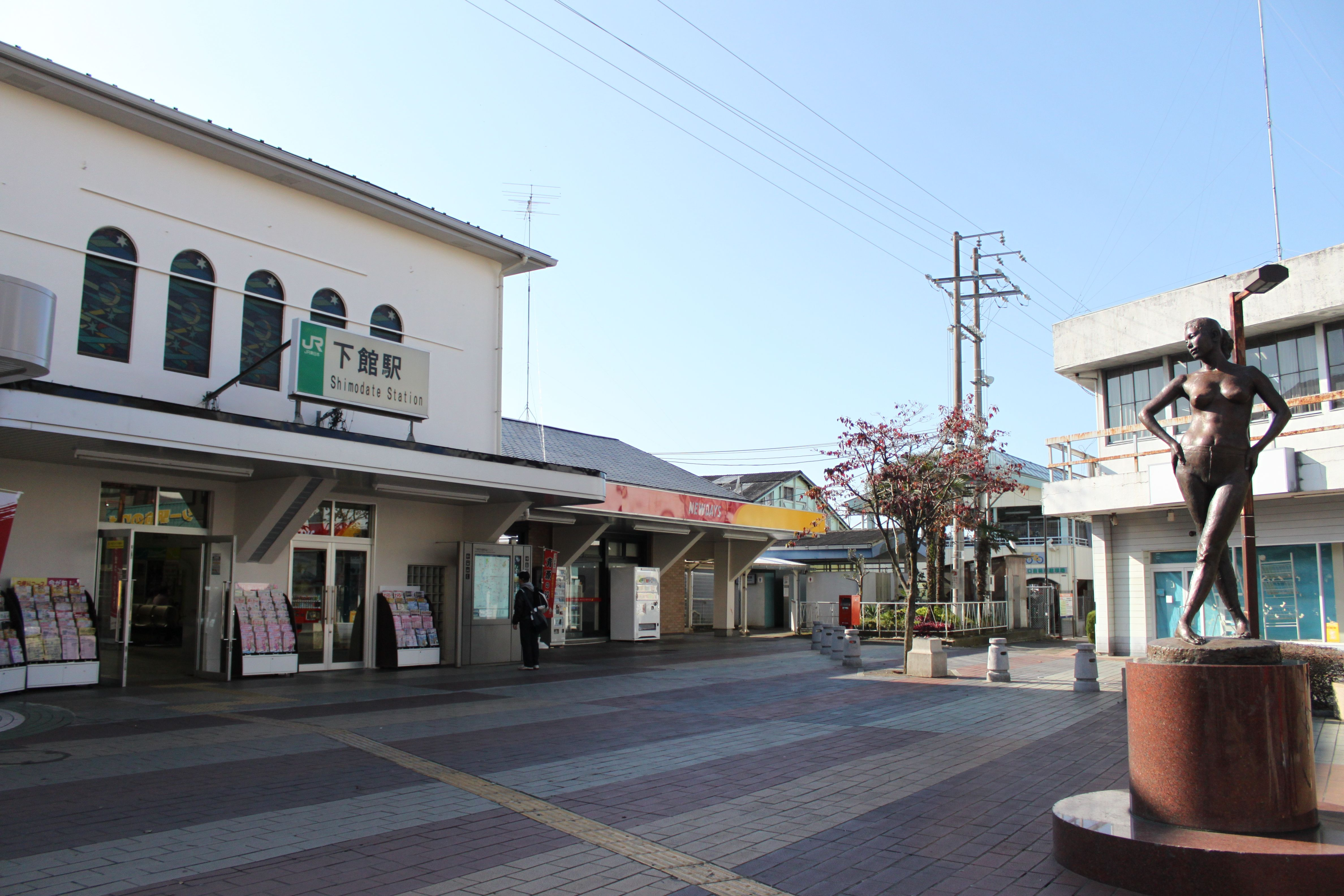
Estación Shimodate

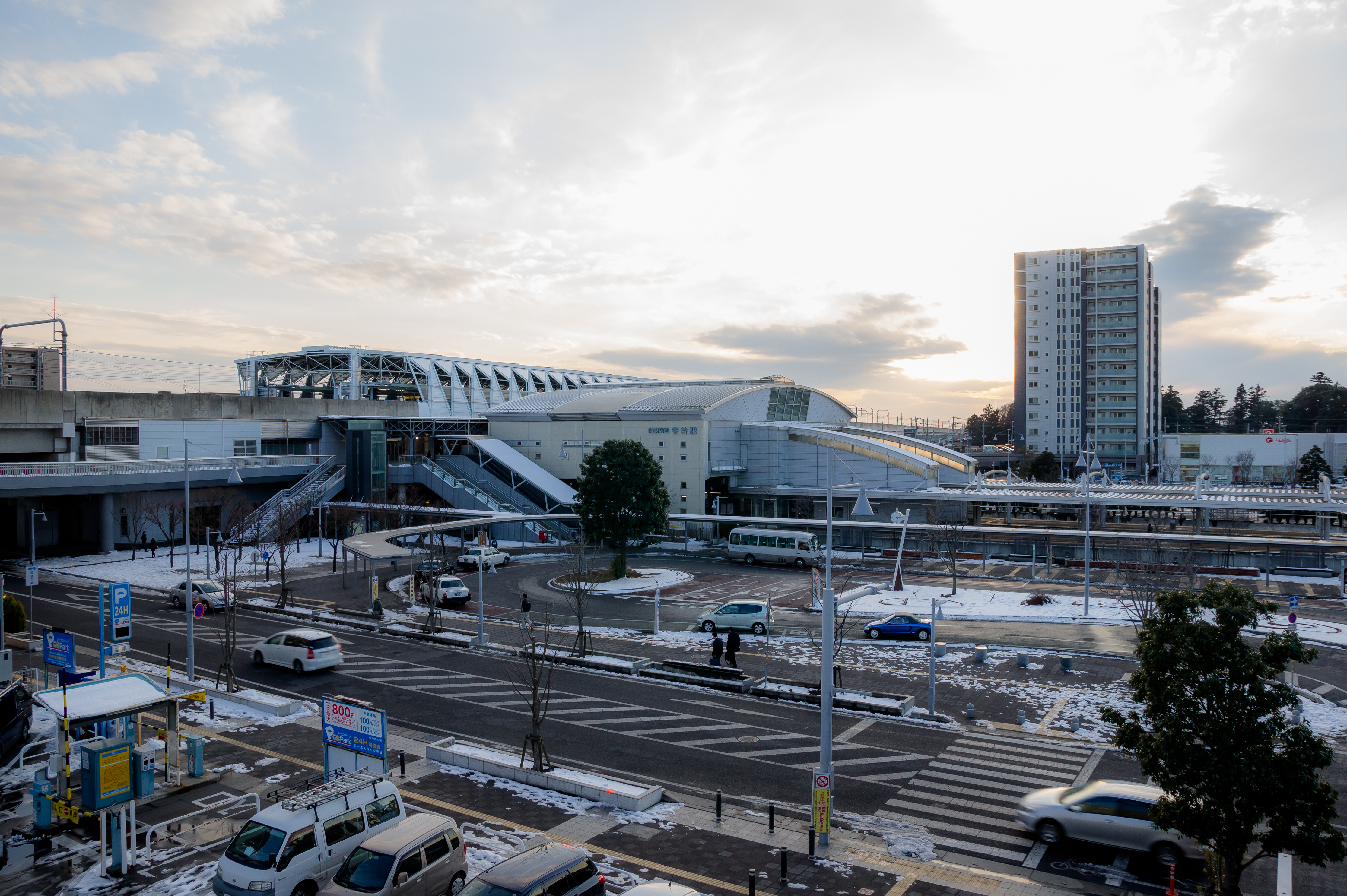
Estación Moriya

| N.º | Estación        | Nombre japonés | Distancia (Km) | Distancia total (Km) | Carrilera | Local | Rápido     | Transferencias         | Localización    | Localización |
| --- | --------------- | -------------- | -------------- | -------------------- | --------- | ----- | ---------- | ---------------------- | --------------- | ------------ |
| 01  | Toride          | 取手           | 0.0            | 0.0                  | Doble     | ●     | ●          | Línea Jōban            | Toride          | Ibaraki      |
| 02  | Nishi-Toride    | 西取手         | 1.6            | 1.6                  | Doble     | ●     | ●          |                        | Toride          | Ibaraki      |
| 03  | Terahara        | 寺原           | 0.5            | 2.1                  | Doble     | ●     | ●          |                        | Toride          | Ibaraki      |
| 04  | Shin-Toride     | 新取手         | 1.3            | 3.4                  | Doble     | ●     | ●          |                        | Toride          | Ibaraki      |
| 05  | Yumemino        | ゆめみ野       | 0.8            | 4.2                  | Doble     | ●     | ●          |                        | Toride          | Ibaraki      |
| 06  | Inatoi          | 稲戸井         | 1.2            | 5.4                  | Doble     | ●     | ●          |                        | Toride          | Ibaraki      |
| 07  | Togashira       | 戸頭           | 0.9            | 6.3                  | Doble     | ●     | ●          |                        | Toride          | Ibaraki      |
| 08  | Minami-Moriya   | 南守谷         | 1.1            | 7.4                  | Doble     | ●     | ●          | Moriya                 |                 | Ibaraki      |
| 09  | Moriya          | 守谷           | 2.2            | 9.6                  | Doble     | ●     | ●          | Moriya                 | Tsukuba Express | Ibaraki      |
| 10  | Shin-Moriya     | 新守谷         | 1.8            | 11.4                 | Doble     | ●     | ｜         | Moriya                 |                 | Ibaraki      |
| 11  | Kokinu          | 小絹           | 1.6            | 13.0                 | Doble     | ●     | ｜         | Tsukubamirai           |                 | Ibaraki      |
| 12  | Mitsukaidō      | 水海道         | 4.5            | 17.5                 | Doble     | ●     | ●          | Jōsō                   |                 | Ibaraki      |
| 12  | Mitsukaidō      | 水海道         | 4.5            | 17.5                 | Sencilla  | ●     | ●          | Jōsō                   |                 | Ibaraki      |
| 13  | Kita-Mitsukaidō | 北水海道       | 1.8            | 19.3                 | ●         | ｜    |            | Jōsō                   |                 | Ibaraki      |
| 14  | Nakatsuma       | 中妻           | 1.6            | 20.9                 | ●         | ｜    |            | Jōsō                   |                 | Ibaraki      |
| 15  | Mitsuma         | 三妻           | 3.0            | 23.9                 | ●         | ｜    |            | Jōsō                   |                 | Ibaraki      |
| 16  | Minami-Ishige   | 南石下         | 3.3            | 27.2                 | ●         | ｜    |            | Jōsō                   |                 | Ibaraki      |
| 17  | Ishige          | 石下           | 1.6            | 28.8                 | ●         | ●     |            | Jōsō                   |                 | Ibaraki      |
| 18  | Tamamura        | 玉村           | 2.2            | 31.0                 | ●         | ｜    |            | Jōsō                   |                 | Ibaraki      |
| 19  | Sōdō            | 宗道           | 2.0            | 33.0                 | ●         | ｜    | Shimotsuma |                        |                 | Ibaraki      |
| 20  | Shimotsuma      | 下妻           | 3.1            | 36.1                 | ●         | ●     | Shimotsuma |                        |                 | Ibaraki      |
| 21  | Daihō           | 大宝           | 2.6            | 38.7                 | ●         | ｜    | Shimotsuma |                        |                 | Ibaraki      |
| 22  | Tobanoe         | 騰波ノ江       | 2.3            | 41.0                 | ●         | ｜    | Shimotsuma |                        |                 | Ibaraki      |
| 23  | Kurogo          | 黒子           | 2.6            | 43.6                 | ●         | ｜    | Chikusei   |                        |                 | Ibaraki      |
| 24  | Ōtagō           | 大田郷         | 3.7            | 47.3                 | ●         | ｜    | Chikusei   |                        |                 | Ibaraki      |
| 25  | Shimodate       | 下館           | 3.8            | 51.1                 | ●         | ●     | Chikusei   | Línea Mito Línea Mooka |                 | Ibaraki      |